# 国鉄711系電車
国鉄711系電車（こくてつ711けいでんしゃ）は、日本国有鉄道（国鉄）が1967年（昭和42年）に設計・開発した日本初の量産交流近郊形電車である。

## 概要
函館本線電化事業と並行して開発された、初の北海道向け国鉄電車である。開発に際しては酷寒地を走行することから、内外共に徹底した耐寒耐雪への装備がなされている。
本系列以前の本州・ 九州向け在来線交流対応電車は直流電化区間との直通運転を行うためすべて交直両用であったが、本系列は在来線初の交流専用営業車として設計され、かつ1M方式を採用した量産車である。
1967年（昭和42年）に仕様の異なる2編成4両の試作車を落成させ各種試験を実施。量産車は1968年（昭和43年）8月28日の小樽 - 滝川電化開業に合わせて製造され、同日から営業運転を開始した。1969年（昭和44年）の旭川電化、1980年（昭和55年）の千歳線・ 室蘭本線室蘭 - 沼ノ端電化と道内電化区間延長の度に改良形を増備。総数114両が製造され、札幌運転所に配置された。

## 車両概説
※本項目では量産車仕様について解説を行い、試作車ならびに後年の改造については後述する。

### 車体
構体は普通鋼製を基本とし、電車として初めて採用となる耐候性高張力鋼板 (SPA) を外板に使用する。1,000 mm幅の片開き引戸を車体両端の片面2か所に配する。客室と出入口を扉で仕切ったデッキを備え、455系などの急行形電車に類似する構造である。客室窓は1,080 mm×680 mmの1段上昇式で、内外2組の窓枠をもつ二重窓とし、内側の窓枠をFRP製とするなど冬季の車内保温と結露防止を重視した構造である。
電動車のモハ711形は機器構成の簡略化で軽量化が図られ、1両で主回路を構成する1M方式が採用された。また機器類へ雪の侵入を防止する観点から主電動機冷却用吸気口を車体側面の高い位置にし、大容量の雪切室を客室内2位・3位側の2か所に設置する。これは外気を一度室内に導いたうえで雪を分離するためで、雪切室から主電動機へは床下に設置された風洞と蛇腹で誘導される。
- 本系列以降の北海道向けに専用設計された電車は冷却空気系に負圧を生じない設計を貫き、北海道特有の細かい粉雪の進入を防いだことで冬季でも安定した運用が確保された。一方で本州向け設計をそのまま採用して1974年（昭和49年）に製造された道内特急用特別耐寒耐雪形485系1500番台は営業運転に投入されると雪や低温による故障を続発させたことから、本州向け電車の構造では道内での運用は困難と判断され、後に道内向け特急形電車として781系を開発、485系は本州地区に転出した。

床下には上述の主電動機冷却用ダクトや断熱材を収容する必要から、床面は暖地向け車両に対して50 mm（レール面基準）高い位置となった。床面高は電動機を持たない制御車クハ711形も同一寸法である。このため前面の運転台窓・貫通扉・種別表示器は本州向け電車より高い位置となる。
前照灯はシールドビームを正面中位の左右に各1灯、標識灯・タイフォンは正面下位に設置する。灯火類は国鉄電車の規定位置としたため相対的な取付位置は低く見え、標準的な「東海形」やクハ111形の前面とは印象が異なる。前部の排障器（スカート）はエゾシカやヒグマなどの大型動物や、氷塊との衝突を考慮した大型板厚タイプで耐衝撃性を向上させた。
車両間貫通幌は車体側と幌枠側の両方に固定用クランプを持つ独特の仕様で、国鉄新性能電車では唯一である。
外部塗色は車体全体を赤2号（えんじ色）、先頭車の前面下部をクリーム4号とした配色であったが、1985年（昭和60年）から塗色変更を実施。明るめの赤1号の地色に前面と側面窓下にクリーム1号の帯を配したタイプとなった。室内の化粧板も暖地向け近郊形のような淡緑1号ではなく、新幹線0系や特急形などと同じ薄茶色6号である。

### 車内設備
| クハ711-210 車内 |  | クハ711-210 車内 |
| クハ711-210 車内 |  |                  |

地域輸送を主用途とする近郊形として設計された車両であるが、座席配置は車端部分のみにロングシートを設けるセミクロスシートという汎用的に使用できる構造である。
これは普通列車のみならず当初から急行列車での運用をも考慮したもので、近郊形に必要な860 mmの通路幅は窓側席の肘掛を省略して確保する一方、クロスシート部は座席形状や1,470 mmのシートピッチ、窓側に装備される栓抜き付きテーブルなども急行形車両と同等となり、「かむい」「さちかぜ」などの急行列車でも運用された。但し、455系やキハ56系とは異なり、グリーン車は製作されなかった。

クハ711形には便所のほか、これも急行用車両並に独立した洗面所を対面に設置。配置は共にデッキ外（車端）とされた。床材は北海道用車両で一般的だった板張りを廃し、一般的な鋼板リノリウム張りとしている。新造時には冷房装置を搭載せず、屋根上に押込式通風器を、室内天井に扇風機を装備した。

### 主要機器
日本の電車では初めてサイリスタ位相制御を採用した。凍結や着雪による故障の起こりやすい接点（スイッチ）類を極力排除し、冬季のトラブル回避とシステムの小型化を図った。
常用ブレーキは電磁直通空気ブレーキのみを装備する。
- 運用区間に山岳線区などの勾配がなく、また、力行時でも起動抵抗器を要さないことから、発電ブレーキ機能が省略された[注 9]。

量産車ではモハ711形1両の両端に制御車であるクハ711形を組成し、1M2Tの3両編成を基本構成とする。これはサイリスタ位相制御の採用で高い粘着性能が得られたことによる。MT54形主電動機の端子電圧を375 V→ 500 Vへ昇圧し、定格電流を360 A→330 Aへ下げたことにより、定格出力が標準の120 kWから150 kWへ、また、弱界磁制御を排して単純化し、定格速度が同一歯車比の抵抗制御車の52.5 km/h→73.0 km/hへとそれぞれ向上したことで可能となったもので、交流電車専用定格とされた。動力伝達はMT54形主電動機の基本仕様である中空軸平行カルダン駆動方式で、歯車比は近郊形標準の4.82である。
- なお本系列では、主電動機4基を永久並列構成としており、電圧制御のみを行い弱界磁制御[注 10]は用いない。
- 新幹線0系電車では主回路制御が、低圧タップ制御で主電動機が4個直列2並列と異なる構造であるが、国鉄在来線のいわゆる新性能電車では本系列が唯一である。

このため初期製造コストを抑えつつ輸送力を確保することに貢献した反面、3両編成中に電動車が1両のみでMT比が低く、公称の起動加速度値1.1 km/h/s は一般の特急形電車をも下回った。一方で最高速度の110 km/hは、国鉄近郊形電車としては1979年（昭和54年）に落成した117系が並ぶまで最速であり、高速域まで強トルクが得られる特性から、実用上の高速性能はおおむね485系と同等とされた。
台車は本系列専用のDT38形・TR208形で、それぞれDT32形・TR69形をベースとし、インダイレクトマウント式空気バネによる枕バネ・円筒案内式軸箱支持装置・密閉形円錐コロ軸受を採用する。凍結による減衰機能喪失を防止する観点から軸バネはゴムで被覆され、基礎ブレーキ装置はDT38形が両抱き式踏面ブレーキ、TR208形が自己通風式ディスクブレーキを搭載する。なお軸受・軸箱支持共に国鉄量産形電車では初採用の方式である。
以上のような特殊性から、本系列は国鉄電車で長年多用された抵抗制御車特有のクセである加速時抵抗切り替えによるショックがなく、速度が高まっても主電動機冷却扇の音がしないなど、国鉄近郊形電車としては極めて独特の乗り心地となった。また、新性能電車に付きものの主抵抗器冷却用ブロアー音も無く、車内外共に騒音は非常に少ない。また、制御車には電動発電機（MG）などの騒音源が無く、空気バネ台車やデッキ付・二重窓の耐寒装備とも相まって、客車とほぼ同様の静粛性と乗り心地を提供した。
空気圧縮機は試作車900番台はMH1045-C2000Mを、0番台はMH1045-C2000Cを、100番台はMH1045A-C2000Cをそれぞれクモハ711もしくはモハ711に搭載した。

## 形式別概説
クモハ711形
運転台を奇数向き（旭川方）に設置する定員84名（座席72名）制御電動車である。便所・洗面所は未設置で、3 - 4位側車端に雪切室を設置する。
電装機器を1両にすべて搭載する1M方式で、電動発電機 (MG) ・空気圧縮機 (CP) も本形式に搭載する。試作車の2両のみが製造された。
モハ711形
定員96名（座席78名）の中間電動車である。便所・洗面所は未設置。
搭載機器はクモハ711形と同様の構成であるが、同形式から運転台を省略し雪切室配置を点対称となる2 - 3位側に変更した。量産車のみ製造された形式である。
クハ711形
定員84名（座席72名）の制御車である。試作車では偶数向き（小樽方）、量産車では両方向とされた。MG・CPは非搭載である。
第3次量産車の100番台 (101 - 120)を除き便所・洗面所を設置し、床下に容量700 Lの水タンクを搭載する。

## 製造年次別詳説
本系列は、試作車ならびに3度の量産が実施され、最終的に3両編成x38本=計114両が製造された。本項ではそれぞれの製造グループについて解説を行う。

### 試作車
| 試作車S901編成1994年 札幌駅  |  | 試作車S902編成1994年 札幌駅  |
| 試作車S901編成 1994年 札幌駅 |  | 試作車S902編成 1994年 札幌駅 |

最小限の車両数で比較試験を行うためクモハ711形+クハ711形の2両編成とされ、仕様の異なる以下の2編成が1967年（昭和42年）に製造された。
クモハ711-901+クハ711-901（S-901編成）
1967年2月12日竣工。汽車会社製。客用扉は4枚折戸両開き式、客室窓は16mm厚複層ガラス（1重）2段式のユニット窓である。クハ711-901は、ディスクブレーキ装備のTR208X形台車を装着する。
クモハ711-902+クハ711-902（S-902編成）
1967年2月8日竣工。日立製作所製。客用扉は一般的な片開き式引戸、客室窓はキハ56系と同様の開閉可能な1段上昇式二重窓である。
クハ711-902は制輪子による踏面ブレーキを装備したTR208Y形台車を装着し、室内天井には電気ヒーターを組み込んだ温風式送風機を搭載。クモハ711-902の床下には防雪のため全体を覆う機器カバーを設置。
クモハ711形の共通装備として、耐雪形のPS16Gパンタグラフ・DT38X形試作台車（基礎ブレーキ：制輪子による踏面ブレーキ）・連結面側車端部（3 - 4位）に設置する大型雪切室などがある。連結方向が決まっているため、車両間引き通しはクモハ711形・クハ711形とも「片渡り」構造である。
1980年（昭和55年）の第3次量産車製造時にクハ711形100番台を追加して3両編成とし、クモハ711形は運転台の一部機器を撤去し中間車として組成された。1999年（平成11年）10月までに運用を終了。1980年に編成組成されたクハ711形100番台2両は他編成のクハ711形置換えに転用され、試作車4両は廃車となった。その後、クモハ711-901+クハ711-901のみ苗穂工場で保存されたが、クハ711-901は後日解体された。

### 第1次量産車

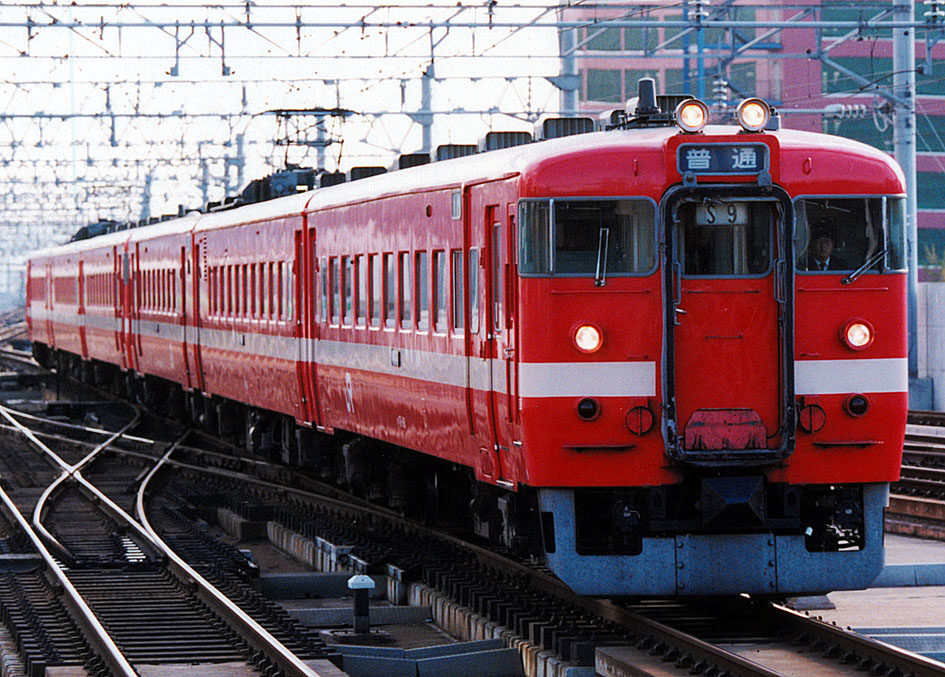
第1次量産車S9編成
1994年 札幌駅

モハ711形 (1 - 9) ・クハ711形 (1 - 16)
函館本線小樽 - 滝川間電化開業用として1968年（昭和43年）に3両編成×8本、モハ車1両の25両製造されたグループで3両編成を基本単位とし、運転台のない中間電動車モハ711形が新たに設定されたことから以下の設計変更を実施。
- 電気機器類は軽量化ならびにコスト低減のため主変圧器をTM13A形に、主制御器をCS35形、パンタグラフを下枠交差式のPS102B形に変更。
- 雪切室を車体側面向かって左側（2 - 3位）とする点対称配置に変更。
- クハ711形は試作車の902とほぼ同一構造とされたが、屋根上通風器を押込式に・洗面所窓の形状を変更。また車両間引き通しは両渡り構造に変更された。台車は密封コロ軸受・ディスクブレーキ装備のTR208形を装着する。

クハ711形が8組16両製造されたのに対し、モハ711形は9両が製造された。これはモハ711-9が2両編成の試作車を3両編成に組成して運用する措置からで、主に901編成に組み込れた。なお同車は1980年（昭和55年）にクハ711-118・218と編成に組成変更され、以後は通常の3両編成で運用された。
- 空気圧縮機をMH1045-C2000Cに変更

| クハ711 | モハ711 | クハ711 | 新製      | 製造所   |
| ------- | ------- | ------- | --------- | -------- |
| 1       | 1       | 2       | 1968.7.27 | 汽車会社 |
| 3       | 2       | 4       | 1968.7.27 | 汽車会社 |
| 5       | 3       | 6       | 1968.8.8  | 汽車会社 |
| 7       | 4       | 8       | 1968.8.8  | 汽車会社 |
| 9       | 5       | 10      | 1968.8.8  | 汽車会社 |
| 11      | 6       | 12      | 1968.9.25 | 汽車会社 |
| 13      | 7       | 14      | 1968.9.25 | 汽車会社 |
| 15      | 8       | 16      | 1968.9.25 | 汽車会社 |
|         | 9       |         | 1968.9.25 | 汽車会社 |

### 第2次量産車

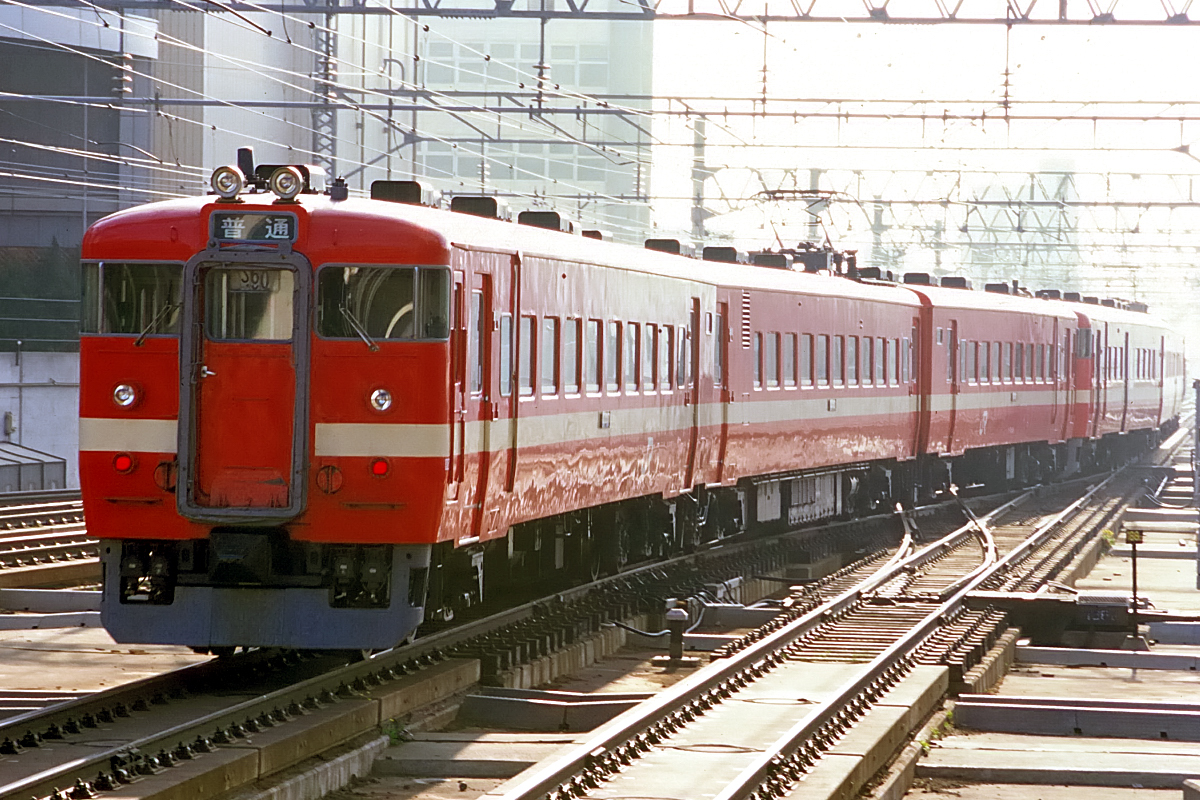
第2次量産車S-60編成
2002年5月 札幌駅

モハ711形 (51 - 60) ・クハ711形 (17 - 36)
函館本線旭川電化用として1969年（昭和44年）に3両編成×10本の30両が製造されたグループである。
モハ711形は誘導障害対策が施工された50番台に番台区分され、以下の仕様変更を実施。
- 主変圧器は2次巻線を2分割から4分割に変更したTM13B形に変更。
- 主制御器を主電動機の直並列接続化に対応したCS38形に変更。

クハ711形は循環式汚物処理装置搭載準備工事を施工した程度のため車番は第1次量産車の続番とされた。
| クハ711 | モハ711 | クハ711 | 新製      | 製造所     |
| ------- | ------- | ------- | --------- | ---------- |
| 17      | 51      | 18      | 1969.8.23 | 汽車会社   |
| 19      | 52      | 20      | 1969.8.27 | 汽車会社   |
| 21      | 53      | 22      | 1969.8.28 | 汽車会社   |
| 23      | 54      | 24      | 1969.9.15 | 汽車会社   |
| 25      | 55      | 26      | 1969.9.15 | 汽車会社   |
| 27      | 56      | 28      | 1969.9.23 | 汽車会社   |
| 29      | 57      | 30      | 1969.9.23 | 汽車会社   |
| 31      | 58      | 32      | 1969.9.9  | 日立製作所 |
| 33      | 59      | 34      | 1969.9.9  | 日立製作所 |
| 35      | 60      | 36      | 1969.9.9  | 日立製作所 |

### 第3次量産車
モハ711形 (101 - 117) ・クハ711形 (101 - 120・201 - 218)
千歳空港駅（現・南千歳駅）開業ならびに千歳線・室蘭本線室蘭電化用として1980年（昭和55年）に3両編成×17本とクハ車4両の55両が製造されたグループで、以下の設計変更により100・200番台に区分された。
- 車体を難燃化構造とし、客用扉をステンレス製に変更。
- 側面に電動一斉指令式行先表示器（方向幕）を搭載。これと干渉する該当位置の窓は固定式とされた。
- モハ711形は電気機器類が781系電車と同様のPCB不使用構造とされ、主変圧器・主整流器をそれぞれTM13D形・RS39B形に、主制御器を水銀不使用構造のサイリスタを搭載するCS48形に変更。
- クハ711形は以下の変更を実施。

- 当初から前照灯を4灯構成とし、正面上部にホイッスルを搭載。
- 車体前部雨樋はキハ40系同様ステンレス製外付式に変更した。
- 車両間引通しを片渡りに変更。小樽方偶数向きがトイレ・洗面所を省略し定員96名（座席70名）へ増加させた100番台、旭川・室蘭方奇数向きをトイレ・洗面所のほか循環式汚物処理装置も当初から装備する200番台に区分した。

中間電動車モハ711形17両に対し、クハ711型は100番台が20両、200番台が18両製造されたが、これは以下の経緯によるものである。
- 空気圧縮機をMH1045A-C2000Cに変更
- クハ711-118・218：従来は試作車2両編成増結用として運用されていたモハ711-9を独立させ新たに3両編成を組成させるために製造。
- クハ711-119・120：2両編成の試作車を常時3両編成で運用するために製造。クモハ711形の前位に組成された。

単独製造された前述クハ711形4両は試作車ならびに第1次量産車と編成組成することから方向幕を使用できないため、白幕のままサボ受けが付く特異な外観となった。
| クハ711 | モハ711 | クハ711 | 新製      | 製造所     |
| ------- | ------- | ------- | --------- | ---------- |
| 101     | 101     | 201     | 1980.9.2  | 東急車輛   |
| 102     | 102     | 202     | 1980.9.2  | 東急車輛   |
| 103     | 103     | 203     | 1980.9.2  | 東急車輛   |
| 104     | 104     | 204     | 1980.9.9  | 東急車輛   |
| 105     | 105     | 205     | 1980.9.9  | 東急車輛   |
| 106     | 106     | 206     | 1980.9.9  | 東急車輛   |
| 107     | 107     | 207     | 1980.8.26 | 川崎重工   |
| 108     | 108     | 208     | 1980.8.26 | 川崎重工   |
| 109     | 109     | 209     | 1980.9.16 | 川崎重工   |
| 110     | 110     | 210     | 1980.9.16 | 川崎重工   |
| 111     | 111     | 211     | 1980.9.24 | 川崎重工   |
| 112     | 112     | 212     | 1980.9.24 | 川崎重工   |
| 113     | 113     | 213     | 1980.9.16 | 日立製作所 |
| 114     | 114     | 214     | 1980.9.24 | 日立製作所 |
| 115     | 115     | 215     | 1980.8.5  | 日立製作所 |
| 116     | 116     | 216     | 1980.7.15 | 日立製作所 |
| 117     | 117     | 217     | 1980.7.15 | 日立製作所 |
| 118     |         | 218     | 1980.8.5  | 日立製作所 |
| 119     |         |         | 1980.8.5  | 日立製作所 |
| 120     |         |         | 1980.8.5  | 日立製作所 |

| 旧塗装復元車 S-110編成（左）S-114編成（右） |  | 旧塗装復元車 S-110編成（左）S-114編成（右） |
| 旧塗装復元車 S-110編成（左）S-114編成（右） |  |                                             |

編成番号は識別記号「S」にモハ711形の車両番号を付加した「S-***」となる。
なお所属車のうち3扉化および冷房改造を施工していない編成が2本在籍するが、そのうちS-110編成は2011年6月に、S-114編成は2012年5月に、「2012年北海道デスティネーションキャンペーン」のプレイベントとして国鉄時代の旧塗装に復元された。
- このうちS-110編成の編成番号表示は、現行の助士席窓部のステッカーを撤去し、貫通扉部の列車番号表示器[注 18]を再設した上で掲出されており、シングルアーム式パンタグラフ搭載であることを除き、当時の外観に限りなく近づける配慮がなされた。

## 改造

### 試作車の量産化改造
量産車と仕様統一するための改造が2度実施された。
1回目：1968年（昭和43年）施工
- 制御機器類の誘導障害対策。
- 量産車との併結対応工事。
- 客用扉横の戸閉スイッチを撤去。
- クモハ711形パンタグラフを量産車と同一の下枠交差式PS102B形に換装。
- クモハ711-902の床下機器カバーを撤去。

2回目：1970年度（昭和45年度）施工
- 冬季の取扱に難があったS-901編成の4枚折戸を通常の引戸に変更。主回路の各機器も変更され、試作車特有の装備は二段窓を除き量産車とほぼ同一の仕様とされた。

### クモハ711形・クハ711形前照灯増設工事
降雪時の視界確保を目的に、正面上位の種別表示器直上部に砲弾型シールドビーム2灯を増設し4灯化するもので、1973年（昭和48年）にクハ711-3・4に試験取付を行い、1977年（昭和52年）から1979年（昭和54年）にかけてクモハ711形・クハ711形全車へ施工された。

### 主変圧器などの非PCB化改造
従来より変圧器の絶縁油として使用されてきたポリ塩化ビフェニル (PCB) は1972年（昭和47年）に製造が禁止され、本系列の第3次量産車や781系電車では絶縁油にシリコーン油を使用した非PCB仕様の主変圧器・主整流器が採用された。本系列の第2次量産車までに使用されたPCBを使用する機器についても非PCB機器への取替えが検討され、1976年（昭和51年）にモハ711-8・9・51に試験交換を実施した。結果を踏まえ、第1次・第2次量産車の全車を対象とする交換工事が1977年（昭和52年）から開始され、1982年（昭和57年）に完了した。

### 交流回生ブレーキ試験（S-59編成）
交流電車における回生ブレーキの実現のため、1981年（昭和56年）に、モハ711-59に回生機器を仮設して、9月14日・16日・18日の3日間にわたり、北海道の室蘭本線・千歳線札幌駅 - 萩野駅間（実際の試験は千歳空港駅〔現：南千歳駅〕 - 白老駅間）で回生ブレーキの現車走行試験を実施し、抑速のみならず停止まで使用可能な交流回生ブレーキの実現に目処をつけた。なお、試験は予備車として室蘭方にS-58編成（無改造）を連結した6両編成で実施されている。試験結果はのちに九州向けの713系電車にフィードバックされているが、国鉄の財政事情から713系の大規模な量産は叶わなかったため、在来線交流電車における回生ブレーキは分割民営化後のJR九州783系電車まで普及せず、北海道においては1994年（平成6年）の721系F-1009編成（731系電車システム試験車）まで登場がなかった。

### 客用扉増設改造
札幌都市圏での乗降客増加に対応するためクハ711形の車体中央部に車端部と同一仕様の片開き式客用扉を増設する工事。1987年（昭和62年）9月にクハ711-1・2へ先行施工後、同年12月からクハ711形第3次量産車5編成10両へ施工された。増設された中央扉には721系同様にデッキを設置、客室間には両開き仕切り扉を装備する。施工車は扉の帯上下に同色の細帯を付帯させ判別する。
モハ711形は台枠の補強に伴う重量増加が許容できないため、本改造は未実施。
- クハ711-1・2・106・111・115 - 117・206・211・215 - 217

### 室内設備仕様検討用改造（S-112編成）
731系電車開発に伴う仕様検討のため、1995年（平成7年）に苗穂工場でS-112編成（クハ711-112+モハ711-112+クハ711-212）へ施工された以下の改造工事である。
- デッキ撤去
- 客用扉を半自動しドア開閉ボタンを設置（後に撤去）
- クールファンを設置
- モハ711-112をオールロングシート化
- 比較のためクハ711形の座席をロングシート付き・ロングシート無し・片側2人掛けボックス席化

改造は座席等の接客設備が主で、外観上の差異はほとんどない。施工後は一般車と共通運用されたが、クールファン取付部から室内に水が侵入するなど改造に起因する不具合が多発したとされる。2006年（平成18年）7月以降に運用離脱し、同年11月に廃車された。

### 冷房装置搭載改造

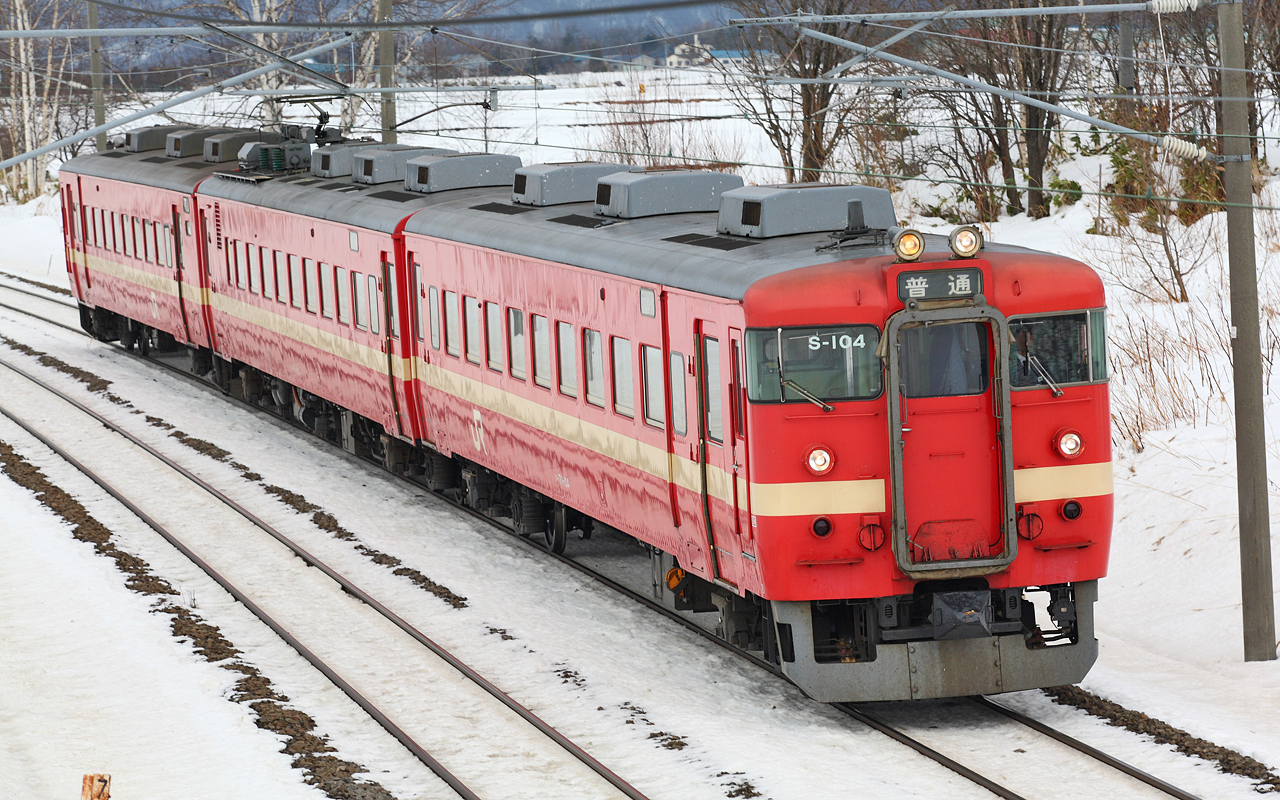
冷房搭載改造車 S-104編成

2001年（平成13年）より第3次量産車客用扉増設未実施11編成33両のうちS-110・S-114の2編成を除く9編成27両に集約分散式冷房装置の搭載工事が苗穂工場で施工された。
- モハ711-101 - 105・107 - 109・113
- クハ711-101 - 105・107 - 109・113・201 - 205・207 - 209・213

### パンタグラフ換装
着雪による離線防止と補給部品の社内統一を目的にモハ711形のパンタグラフをシングルアーム式へ換装する工事が2004年（平成16年）秋から2005年（平成17年）秋にかけて施工された。

## 運用の変遷

### 国鉄時代

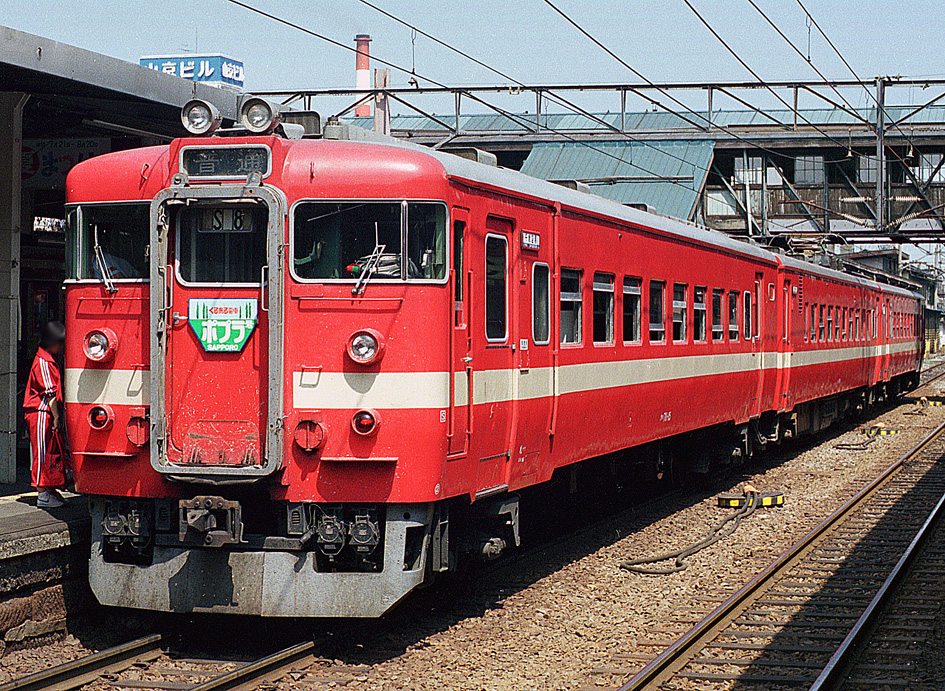
くるくる電車 ポプラ号
S8編成
1986年 札幌駅

試作車は2両編成のまま量産車と混用され、モハ711-9を組成した2M1Tの3両編成、2両+3両の5両編成、2両+3両+3両の8両編成で運用されることもあったが、1980年（昭和55年）の第3次量産車増備時にクハ711形を2両追加製造し、全てを3両編成に統一した。
1968年（昭和43年）8月の運転開始時は直近に大ダイヤ改正（ヨンサントオ）が迫っている事もあって従来の気動車ダイヤをそのまま置き換えた形でのスタートとなったが、ヨンサントオ以降に本格使用となり小樽－滝川間の急行「かむい」1往復にも使用された。
1969年（昭和44年）9月の滝川 - 旭川電化開業以降は、主として3両から9両の編成を組成して函館本線の普通列車で運用されたほか、当時の北海道内一般型気動車同様に急行列車にも汎用され、札幌 - 旭川間の急行「かむい」「さちかぜ」に充当された。
- 加速力・最高速度とも当時の気動車に優越し、しかも高速域まで加速度が変わらない本系列の特性から、キハ56系等による気動車急行と同一の到達時分で停車駅を増加したダイヤ組成が可能となり、江別・野幌などが急行停車駅となった。
- 「さちかぜ」は1971年（昭和46年）7月1日から運転を開始。上り旭川発7:00・下り札幌発18:00という旭川から札幌へのビジネスダイヤが設定され、通常の特急停車駅を含むすべての途中駅を通過する「ノンストップ急行」として、同区間136.8 kmを1時間36分で運転した。その結果、表定速度は国鉄定期急行列車では史上最速の85.5 km/hとなり、当時の在来線特急では運転最高速度が120 km/hとされた「ひばり」「はつかり」の87.0 - 89.4 km/hに肉薄する水準を達成した[注 19]。

1975年（昭和50年）に485系1500番台による道内初の電車特急「いしかり」が運転開始で「さちかぜ」は廃止。「かむい」も格上げの形で減便された。1978年（昭和53年）には北海道専用の781系が開発され、「いしかり」の冬季減車（6両 → 4両）と計画運休（1時間 → 2時間ヘッド）による「間引き」の解消が可能になって以降、「かむい」の運転本数は漸次減少。1986年11月1日のダイヤ改正で本系列による「かむい」の定期運行が廃止され、急行運用は消滅した。
一方、普通・快速列車での運用は1980年に千歳線・室蘭本線室蘭電化により第3次量産車が増備され、室蘭まで範囲が拡大した。

### JR北海道
| 函館本線での運用2009年1月28日 白石駅 - 苗穂駅  |  | 室蘭本線での運用2009年1月25日 社台駅 - 錦岡駅  |
| 函館本線での運用 2009年1月28日 白石駅 - 苗穂駅 |  | 室蘭本線での運用 2009年1月25日 社台駅 - 錦岡駅 |

分割民営化後も函館本線・千歳線・室蘭本線の普通列車・快速列車で運用された。しかし札幌都市圏の進展に伴い旅客輸送量が増大すると、2扉デッキ付き構造がラッシュ時の乗降を滞らせ列車遅延を多発させた。対応策としてロングシート化・乗降ドアの3扉化・デッキ撤去などの改造が一部車両に施工された。
1992年（平成4年）の新千歳空港開港ならびに千歳線の空港への乗り入れにより快速「エアポート」の一部列車へ本系列が充当された。しかし721系の増備や1997年の731系投入により、1998年には快速「エアポート」運用が終了。千歳線での運用が大幅に減少したことに伴い試作車は1999年までに、第1次・第2次量産車は2004年までに全車が運用終了し2006年までに廃車となった。また、1980年製造の第3次量産車も、これらの廃車整理により室内仕様変更車のS112編成と、クハ711-118・119・120・218の7両が2006年までに廃車されている。
また札幌駅発着列車の千歳線運用終了後も室蘭本線では引き続き苫小牧駅 - 室蘭駅間で運用された。このため札幌運転所からの送り込みが早朝に手稲発5時台の東室蘭行き、入所が夜間に東室蘭発20時半の札幌行きの直通列車1往復が設定された。しかし室蘭線での運用も2012年（平成24年）10月27日のダイヤ改正で苫小牧 - 室蘭間普通列車が気動車によるワンマン運転へ統一されたため終了した。その後は札沼線（学園都市線）電化により北海道医療大学までの運用へ一時的に充当されたほか、一般営業運転を除いた回送列車ならびに訓練運転を含むと宗谷本線旭川 - 旭川運転所間での走行実績がある。
2007年以降の残存車は第3次量産車のみとなり、函館本線で引き続き小樽駅 - 旭川駅間での運用が継続されたが、2012年11月22日に2014年度末をもって営業運転を終了させる方針であること、同年12月7日には733系電車によって順次置換えられる予定であることが報道された。これに伴い2013年から廃車が再開され、同年12月にS104・S115編成が廃車された。
| 札幌運転所への入庫 回5144M2015年3月 発寒中央駅  |  | 285M2015年3月 岩見沢駅  |
| 札幌運転所への入庫 回5144M 2015年3月 発寒中央駅 |  | 285M 2015年3月 岩見沢駅 |

2014年8月30日のダイヤ改正では、函館本線で残存していた上下合わせて30本の運用のうち16本が721系へ置換えられ、小樽 - 手稲間の定期運用が終了。以降は岩見沢 - 旭川間で上下合わせて14本、ならびに札幌運転所への出入所を兼ねた札幌 - 岩見沢間1往復と手稲 - 札幌間回送列車1往復に充当された。札幌 - 岩見沢間は列車密度が高く高加減速性能が求められるため、上りは岩見沢発7時台後半の144M、下りは札幌発23時台の285Mで運転された。この運用は2015年3月13日の144Mをもって終了した。
なお本系列の運用終了に合わせて、2014年9月13日から函館本線・千歳線・室蘭本線・札沼線の主要駅で記念入場券・記念乗車券を発売。同年10月5日 - 6日には団体臨時専用列車「ありがとう711系・道央縦横断号」を運転。さらに2015年2月15日頃からは、かつて本系列で使用されたヘッドマークをモチーフにした4種類（マリンライナー・くるくる電車ポプラ・いしかりライナー・空港ライナー）の｢さよなら711系｣ステッカー式ヘッドマークを作成し、それぞれを2編成ずつ計8編成に掲出した。
さよなら711系ステッカー式ヘッドマーク

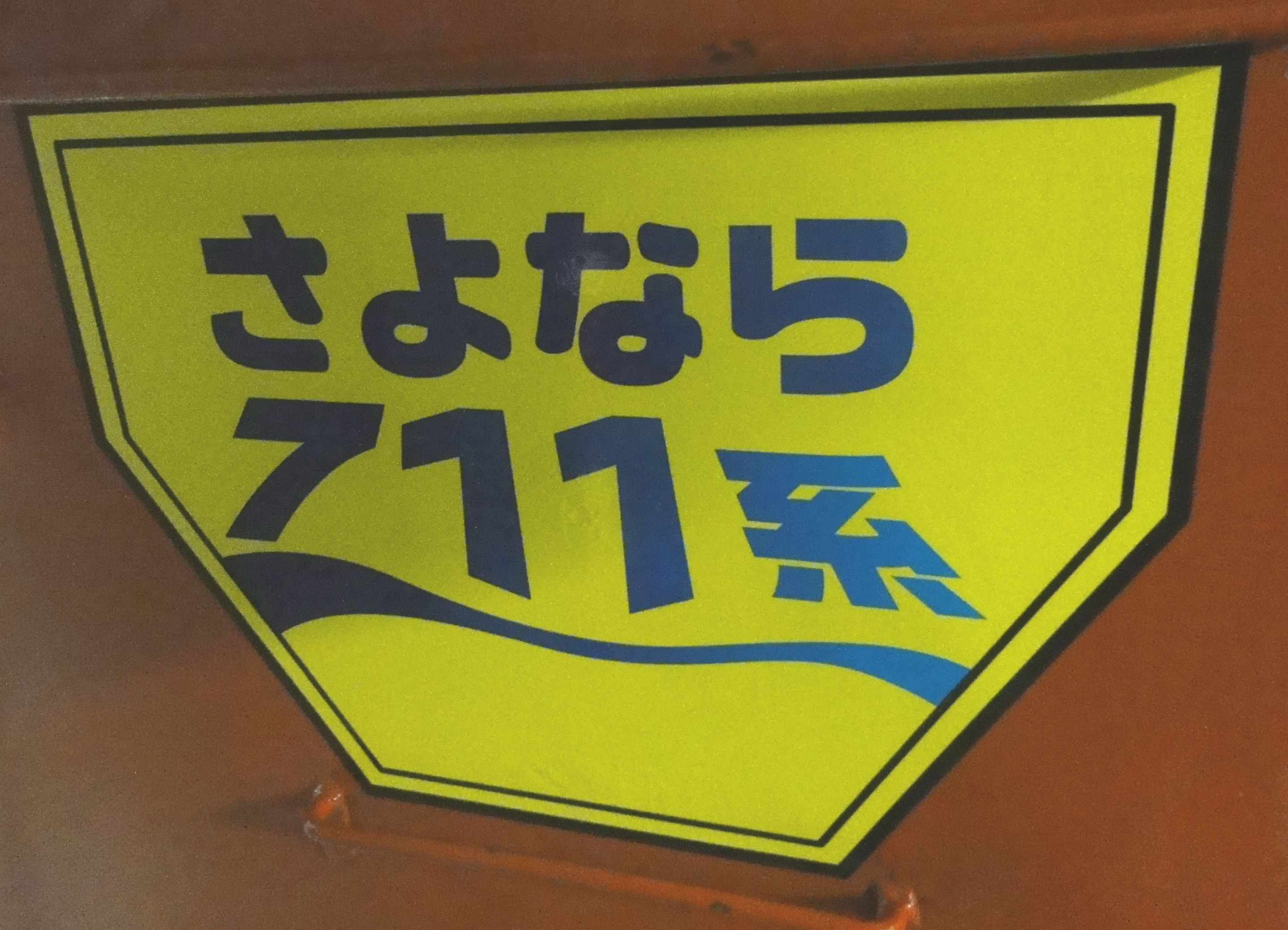
マリンライナー風
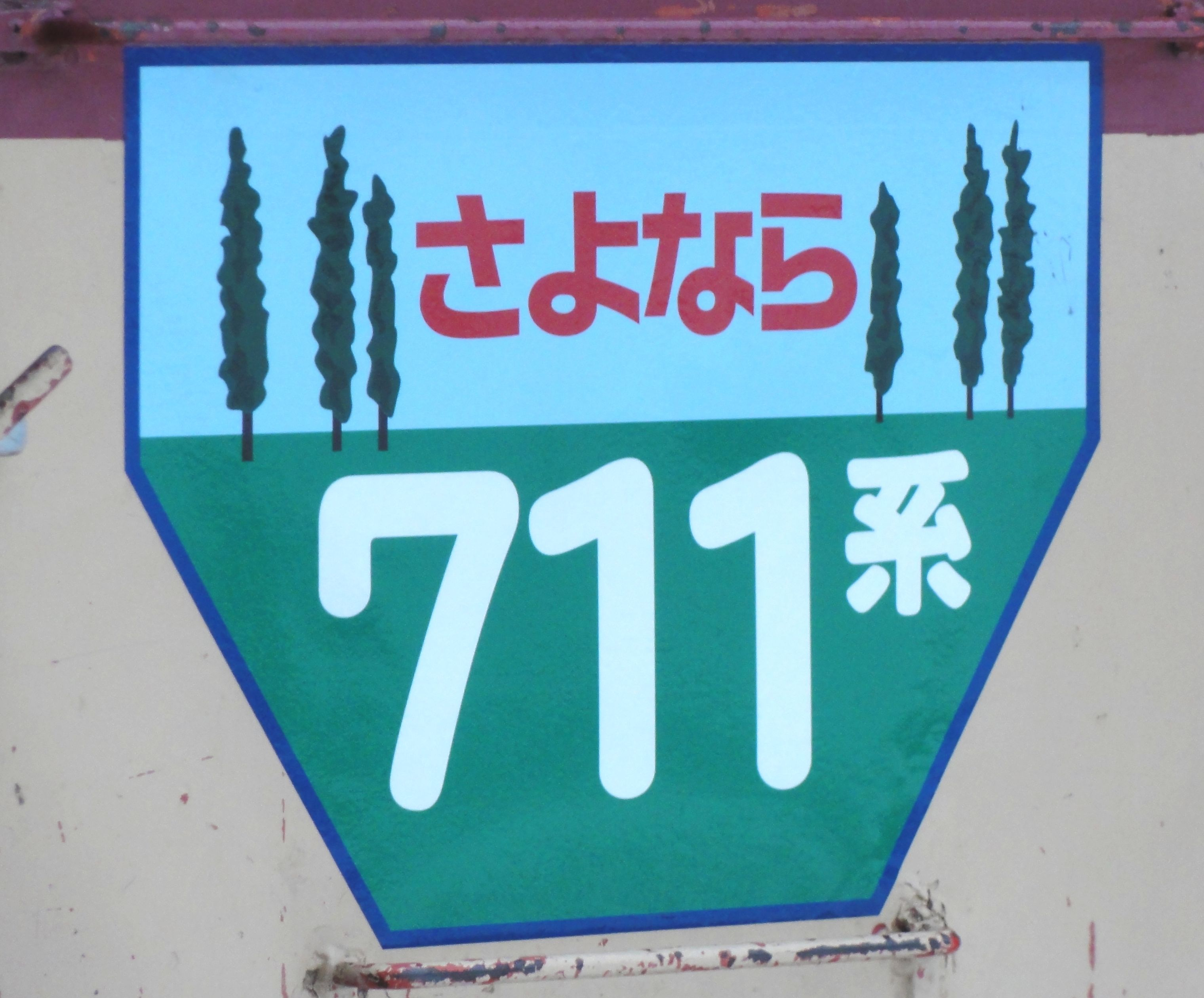
くるくる電車ポプラ風
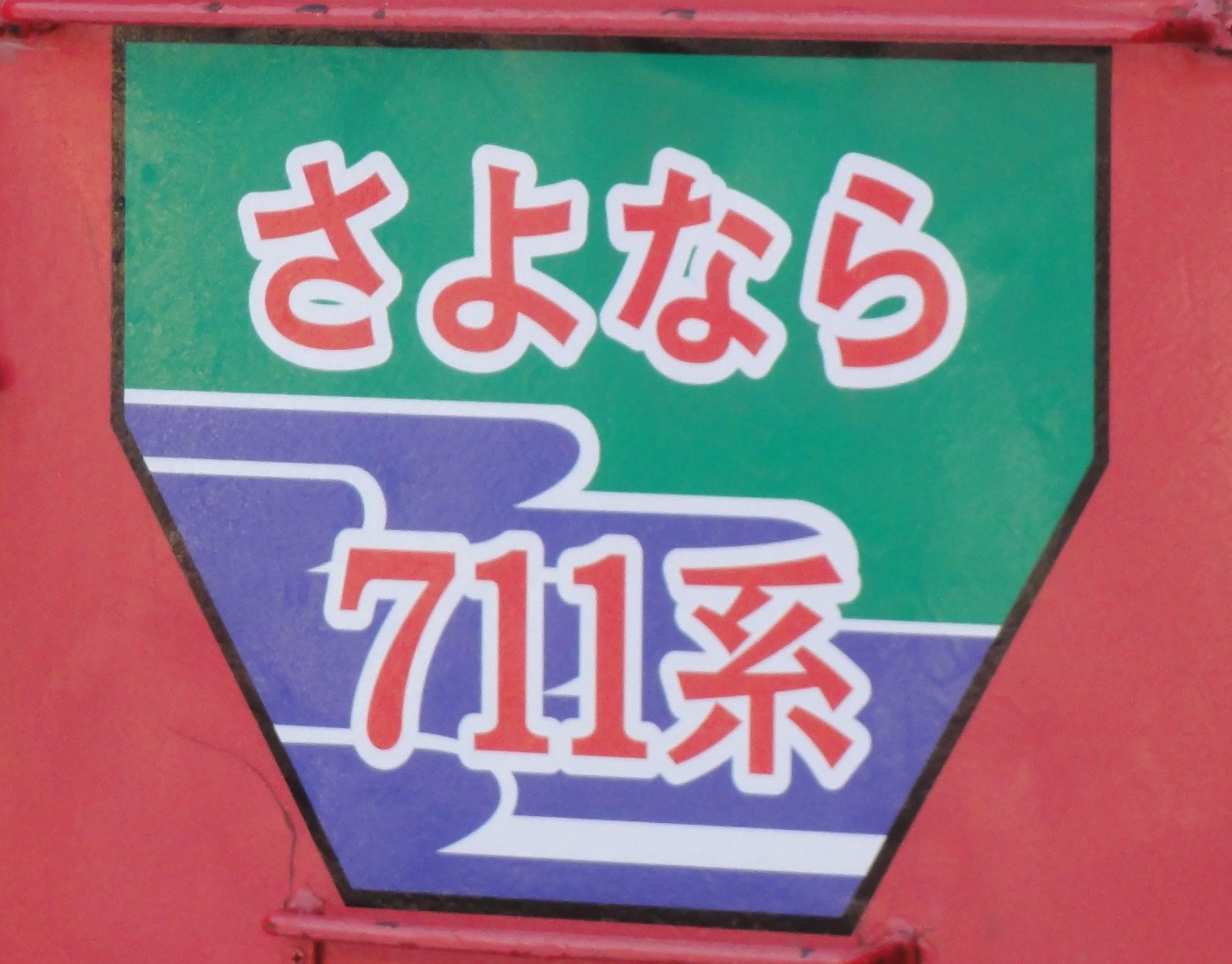
いしかりライナー風
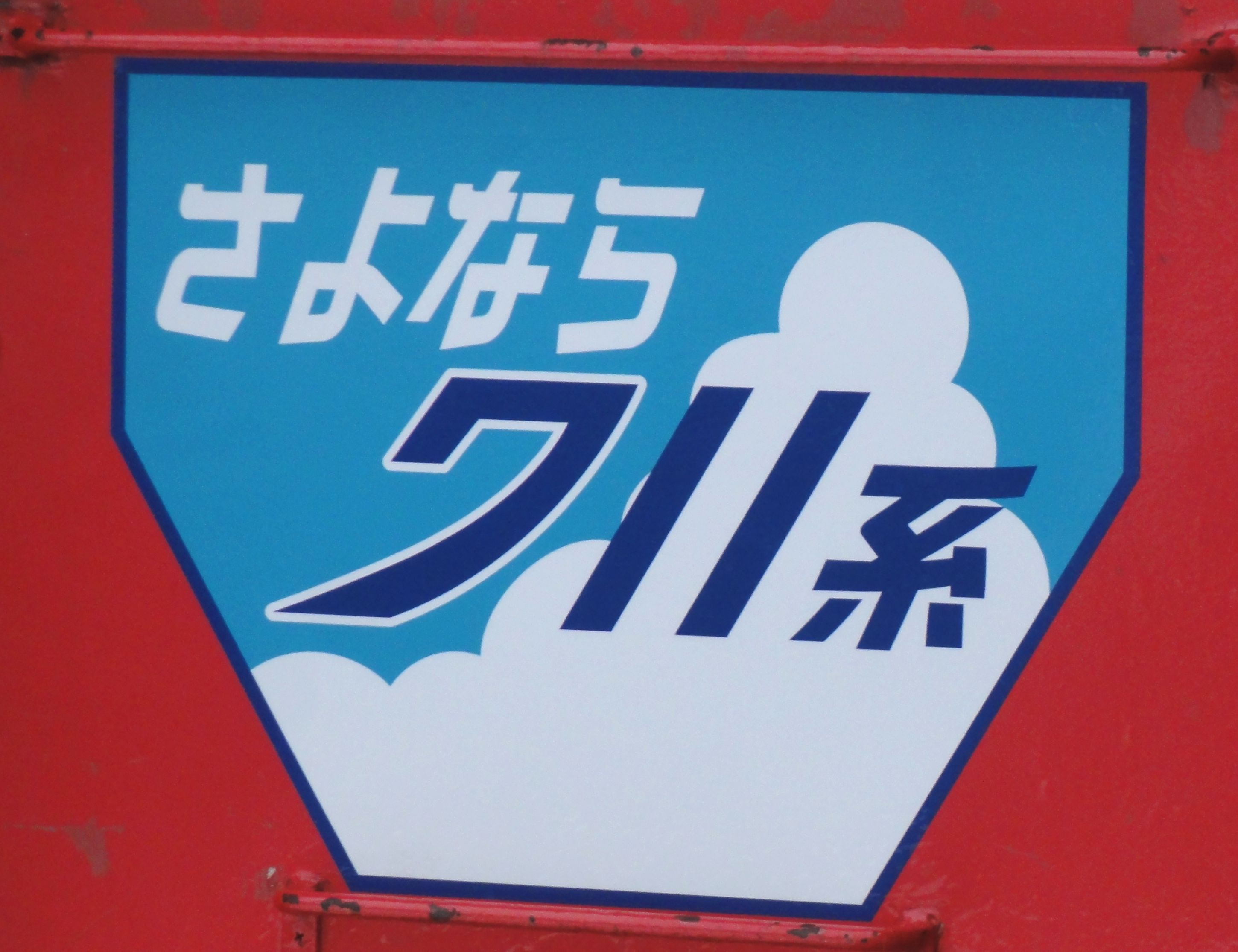
空港ライナー風

## 編成表
| 編成 | クハ711 | クモハ711 | クハ711 | 廃車                               | パンタグラフ   | 冷房化 | 3扉化  | 備考                                       |
| ---- | ------- | --------- | ------- | ---------------------------------- | -------------- | ------ | ------ | ------------------------------------------ |
| S901 | 119     | 901       | 901     | 1999.9.30                          | 菱形           |        |        | クハ711-119はS57編成へ転出                 |
| S902 | 120     | 902       | 902     | 1999.10.6                          | 菱形           |        |        | クハ711-120はS56編成へ転出                 |
| 編成 | クハ711 | モハ711   | クハ711 | 廃車                               | パンタグラフ   | 冷房化 | ３扉化 | 備考                                       |
| S1   | 1       | 1         | 2       | 2001.3.31                          | 菱形           |        | 〇     |                                            |
| S2   | 3       | 2         | 4       | 1999.3.24                          | 菱形           |        |        |                                            |
| S3   | 5       | 3         | 6       | 1999.3.24                          | 菱形           |        |        |                                            |
| S4   | 7       | 4         | 8       | 1999.9.30                          | 菱形           |        |        |                                            |
| S5   | 9       | 5         | 10      | 2004.3.24                          | 菱形           |        |        |                                            |
| S6   | 11      | 6         | 12      | 1999.12.29                         | 菱形           |        |        |                                            |
| S7   | 13      | 7         | 14      | 1999.3.24                          | 菱形           |        |        |                                            |
| S8   | 15      | 8         | 16      | 1999.12.29                         | 菱形           |        |        |                                            |
| S9   | 118     | 9         | 218     | 1999.12.29                         | 菱形           |        |        | クハ車はS59編成へ転出                      |
| S51  | 17      | 51        | 18      | 1998.5.18                          | 菱形           |        |        |                                            |
| S52  | 19      | 52        | 20      | 1999.10.6(クハ711-19) 1999.12.29   | 菱形           |        |        |                                            |
| S53  | 21      | 53        | 22      | 1998.5.18                          | 菱形           |        |        |                                            |
| S54  | 23      | 54        | 24      | 2004.3.24                          | 菱形           |        |        |                                            |
| S55  | 25      | 55        | 26      | 1998.9.14                          | 菱形           |        |        |                                            |
| S56  | 27      | 56        | 28      | 1999.9.30(クハ711-27) 2004.3.24    | 菱形           |        |        | 旭川方先頭車をクハ711-120に差し替え        |
| S57  | 29      | 57        | 30      | 2000.12.11(クハ711-29) 2004.3.24   | 菱形           |        |        | 旭川方先頭車をクハ711-119へ差し替え        |
| S58  | 31      | 58        | 32      | 2004.3.24                          | 菱形           |        |        |                                            |
| S59  | 33      | 59        | 34      | 2001.3.31（クハ） 2006.3.31(モハ） | 菱形           |        |        | 先頭車をクハ711-118・クハ711-218に差し替え |
| S60  | 35      | 60        | 36      | 2004.7.22                          | 菱形           |        |        |                                            |
| S101 | 101     | 101       | 201     | 2014.9.25                          | シングルアーム | 〇     |        |                                            |
| S102 | 102     | 102       | 202     | 2014.9.25                          | シングルアーム | 〇     |        |                                            |
| S103 | 103     | 103       | 203     | 2015.3.31                          | シングルアーム | 〇     |        |                                            |
| S104 | 104     | 104       | 204     | 2013.12.20                         | シングルアーム | 〇     |        |                                            |
| S105 | 105     | 105       | 205     | 2015.3.31                          | シングルアーム | 〇     |        |                                            |
| S106 | 106     | 106       | 206     | 2015.3.31                          | シングルアーム |        | 〇     |                                            |
| S107 | 107     | 107       | 207     | 2015.3.31                          | シングルアーム | 〇     |        |                                            |
| S108 | 108     | 108       | 208     | 2015.3.31                          | シングルアーム | 〇     |        |                                            |
| S109 | 109     | 109       | 209     | 2014.10.10                         | シングルアーム | 〇     |        |                                            |
| S110 | 110     | 110       | 210     | 2015.3.31                          | シングルアーム |        |        |                                            |
| S111 | 111     | 111       | 211     | 2015.3.31                          | シングルアーム |        | 〇     |                                            |
| S112 | 112     | 112       | 212     | 2006.11.15                         | シングルアーム |        |        | 室内仕様変更車                             |
| S113 | 113     | 113       | 213     | 2015.3.31                          | シングルアーム | 〇     |        |                                            |
| S114 | 114     | 114       | 214     | 2015.2.28                          | シングルアーム |        |        |                                            |
| S115 | 115     | 115       | 215     | 2013.12.20                         | シングルアーム |        | 〇     |                                            |
| S116 | 116     | 116       | 216     | 2015.3.31                          | シングルアーム |        | 〇     |                                            |
| S117 | 117     | 117       | 217     | 2015.3.31                          | シングルアーム |        | 〇     |                                            |

## 引退後
引退後、インターネット上で車両の保存を求める声が高まり、有志で構成される「北海道鉄道観光資源研究会」がクラウドファンディングを開始した。目標金額を達成し、岩見沢市栗沢町のファームレストラン「大地のテラス」にて711系電車2両の保存が決定した。2015年8月5日に車両が搬入され、同月7日夕刻より展示公開を開始。車両の管理や活用は「岩見沢赤電保存会」により行われた。岩見沢市栗沢町上幌の保存車両については、2024年に所有者となっていた農業生産法人が破産し、岩見沢赤電保存会が展示の継続のための活動を続けている。
ほかに、2000年に廃車されたクハ711-29が千歳市でカフェとして活用されている。
その他の車両は、2015年5月に陣屋町臨港駅構内や岩見沢駅構内などに引き入れられ、7月6日から24系客車とともに順次解体された。

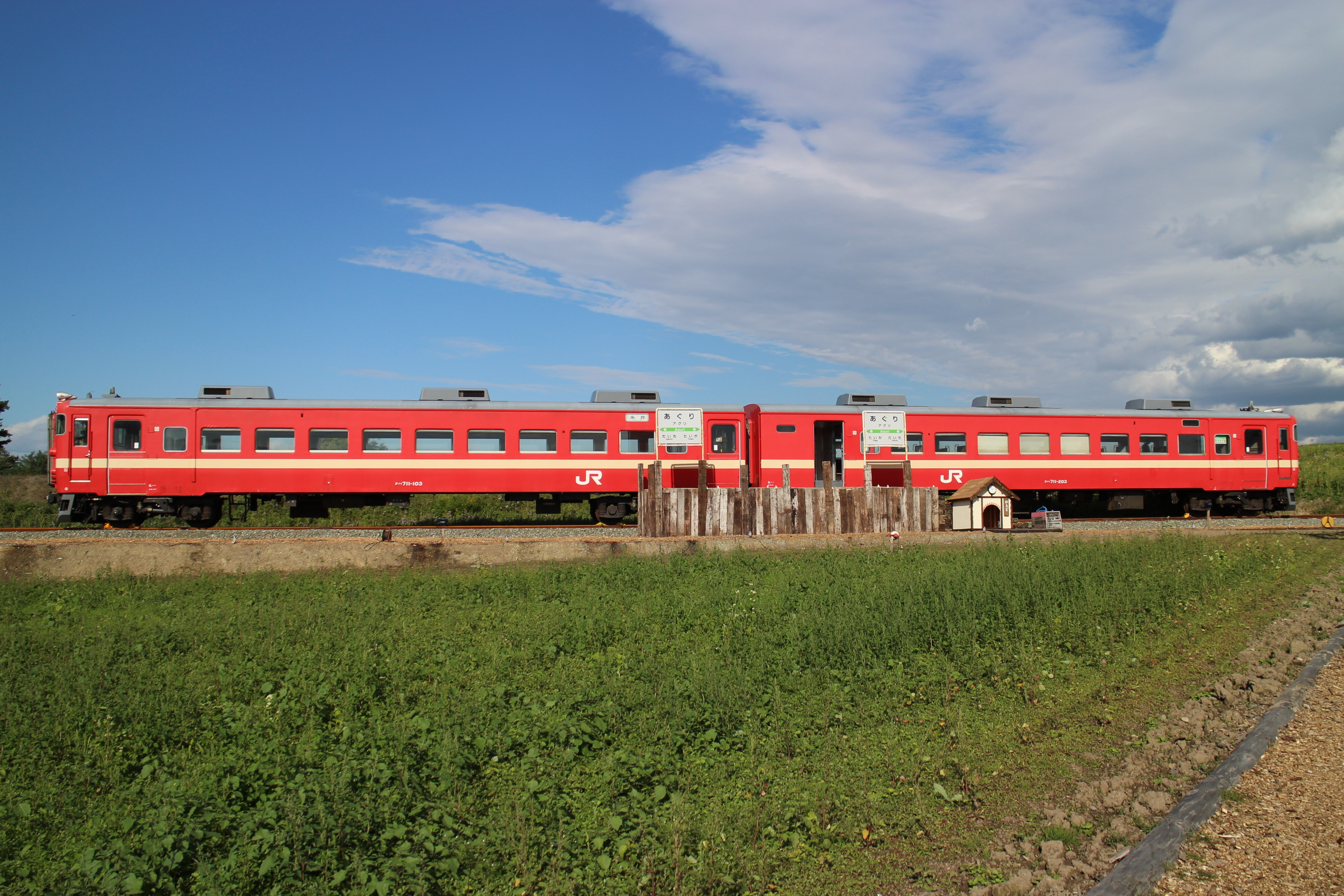
岩見沢市栗沢町上幌で展示されている保存車両
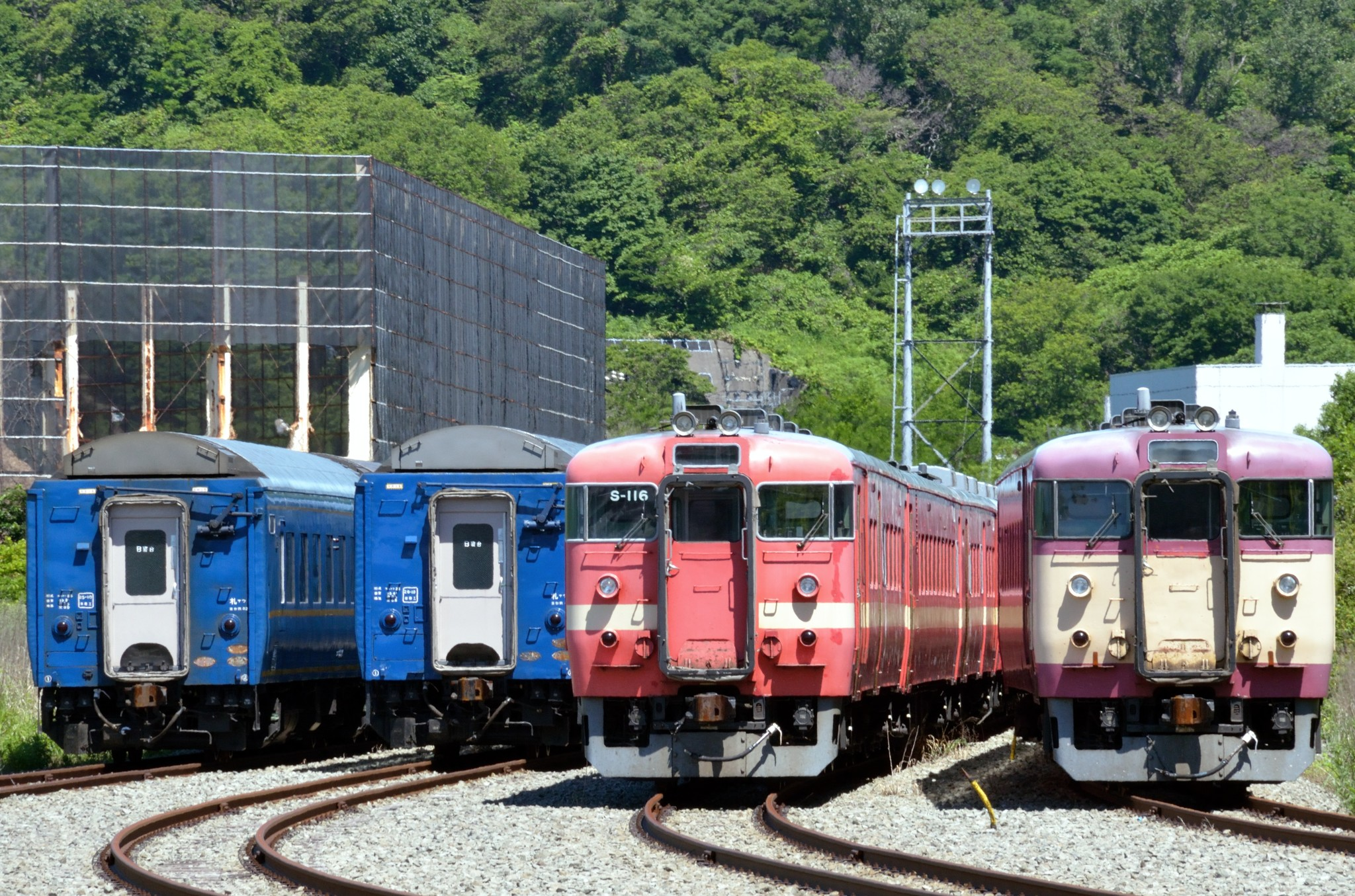
陣屋町臨港駅構内で解体を待つ車両